# تترافلوئورواتیلن
تترافلوئورواتیلن (به انگلیسی: Tetrafluoroethylene) با فرمول شیمیایی C۲F4 یک ترکیب شیمیایی با شناسه پاب‌کم ۸۳۰۱ است. که جرم مولی آن ۱۰۰٫۰۲ g/mol می‌باشد. 